# IC 90
IC 90 ist eine elliptische Galaxie vom Hubble-Typ E2 im Sternbild Walfisch am Südsternhimmel. Sie ist schätzungsweise 250 Millionen Lichtjahre von der Milchstraße entfernt und hat einen Durchmesser von etwa 65.000 Lj.
Das Objekt wurde am 2. Januar 1889 vom US-amerikanischen Astronomen N. M. Parrish entdeckt.